# 다이나톤
다이나톤(Dynatone Corp.)은 대한민국의 디지털 피아노제조 기업이다.

## 개요
1987년 KEC의 전자악기사업부로 출발하여 대한민국 최초로 전자 악기를 생산한 기업으로,
2000년 분사 설립 이후, 본사는 서울시 구로구 디지털로 288에 위치해 있으며,
제조공장(스마트팩토리)과 연구소는 경상북도 구미시 1공단로 145에 위치하고 있다. 

## 연혁
- 1969년 KEC와 다이나톤의 전신인 한국도시바주식회사 설립
- 1972년 한국테레비주식회사 설립
- 1974년 한국도시바주식회사에서 한국전자주식회사로 사명 변경
- 1981년 한국테레비주식회사를 흡수 합병하고 한국전자주식회사로 사명 동일
- 1984년 KEC 종합연구소 설립
- 1987년 국내 최초 전자악기 'DYNATONE' 생산 개시
- 1994년 전자악기 500만 대 생산 돌파
- 1995년 디지털 피아노용 음원 IC 개발

삼성전자에 전자키보드 공급 (DYNATONE BRAND)
- 1996년 LG전자의 전자악기 사업부문을 인수

구미시로 생산 거점 이전, 전자악기 연구소 설립
- 1997년 전자악기 700만대 생산 돌파
- 1998년 음악교육 전용 디지털피아노 KDP-940 세계 최초 개발

미주지역, 유럽 및 중동과 아시아 등 30여개 국으로 수출 시작
- 2000년 (주)KEC로 사명 변경, 전자악기 사업부문 분사, (주)다이나톤 설립
- 2001년 무역의 날 '100만불 수출의 탑' 및 '수출유공 산자부장관상' 수상

‘기술평가 벤처기업’ 선정
- 2002년 한국 최초 기업부설 전자악기 연구소 설립 (한국산업기술진흥협회)

‘우량기술기업’ 인증 (기술신용보증기금)
‘YOUNG FRONTIER AWARD’ 수상(정보통신부, 중소기업청)
한국 최초 128POLY ‘RPS V3 SOUND’ 사운드 칩이 탑재된 디지털피아노 개발
- 2003년 기준 대한민국 디지털 피아노 내수시장 점유율 1위 달성
- 2006년 ‘Hi Seoul 브랜드 기업’ 지정 (서울시)

국내 유일 자동연주피아노 양산 및 독자 기술 개발 (특허 2종 획득)
- 2007년 ‘INNOBIZ (기술 혁신형 중소기업)’ 인증
- 2008년 벤처기업 인증 (KIBO)
- 2010년 ARHA(Advanced Real hammer Action) 건반 개발
- 2011년 ‘디지털 피아노 부분 으뜸이 마크’ 10년 연속 획득 (2002년부터) (한국표준협회)

유망 중소기업 지정(2007~2009, 2011~2013 6년) (서울지방중소기업청 수출지원센터 선정 수출)
- 2012년 ‘Hi Seoul 브랜드 기업’ 8년 연속 지정 (2006년부터) (서울시)

굿디자인상(GOOD DESIGN) 선정 (지식경제부, 한국디자인진흥원)
‘AT&D Korea 브랜’드 선정 (지식경제부, 한국디자인진흥원)
- 2013년 다이나톤 미국 법인 DAC(Dynatone America Corp.) 설립

‘일하기 좋은 기업 100선’ 선정 (서울시)
'글로벌IP스타기업’ 선정 (경북지식재산센터)
- 2014년 지능형 디지털피아노 개발 (관련 특허 5종 보유)

‘글로벌 창의·혁신 우수기업’ 선정 (한국산업단지공단)
서울시가 선정 Hi Seoul 브랜드 기업에 9년 연속 지정
- 2015년 국내 최초 256POLY「ROS V5 & V5 Plus SOUND」개발

'글로벌 생활 명품' 선정 (산업통상자원부)
- 2016년 '청년친화 강소기업' 선정 (고용노동부)

디지털피아노용 국악기 음원 개발 및 국악기 Sound 구현용 Hardware 개발(관련 특허 출원)
- 2017년 '이달의 기업' 선정 (구미시)

인공지능 응용기술개발 및 사업화 협력MOU 체결 (포항공대, 경북IT융합산업기술원)
'Hi Seoul 우수상품 어워드' 혁신브랜드 부문 선정(DPR-3160K, 서울산업진흥원)
'Hi Seoul 우수상품 어워드' 아이디어 상품 부문 선정(SLP-350, 서울산업진흥원)
'이달의 으뜸중기제품' 선정 (중소기업청, 한국경제신문사)
- 2018년 국가균형발전 및 지역경제 활성화 표창장 수상 (대통령직속 국가균형발전위원장)

음악교육연계판매사업 시작 (해피피아노 행복음악클래스)
- 2019년 경상북도 ICT/SW분야 Solution Provider 대상 표창장 수상 (경상북도지사)

일하기 좋은 중소기업 선정 (대한상공회의소)
세계 3대 악기전시회 (독일Musik Messe,미국Namm Show,중국Music China) 19년 연속 참가 (2000년부터)
- 2021년 2021년 강소기업 선정 (고용노동부)

디지털피아노를 활용한 두뇌 활동 관리 시스템 개발 (관련특허출원)
- 2022년 서울 본사 및 구미 공장 확장 이전
- 2023년 무역진흥경제발전유공 표창 수상 (산업통상자원부)

올해의 으뜸중기제품 선정 (중소벤처기업진흥공단)

## 품목
주요제품은 디지털 피아노이다.